# L'ombra dell'Impero

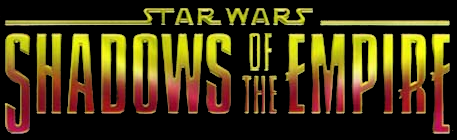
Logo della serie

L'ombra dell'Impero (Star Wars: Shadows of the Empire) è un progetto multimediale facente parte dell'Universo espanso di Guerre stellari e creato da Lucasfilm nel 1996. L'opera principale è un romanzo scritto da Steve Perry. Completano poi il progetto due miniserie a fumetti, un videogioco, una colonna sonora e linee di giocattoli, action figure e carte collezionabili.
L'idea originale era di creare una storia ambientata tra gli eventi dei film L'Impero colpisce ancora e Il ritorno dello Jedi e di sfruttare tutte le opportunità commerciali di un progetto cinematografico su larga scala senza però girare alcun film. L'ombra dell'Impero rinvigorì l'interesse per il franchise in vista della riedizione Special Edition della trilogia originale, pubblicata l'anno seguente, e della trilogia prequel, iniziata nel 1999. Servì inoltre da modello per altri progetti multimediali successivi, come Star Wars: The Clone Wars e Star Wars - Il potere della Forza.

## Genesi e sviluppo
Nei primi anni novanta il franchise di Guerre stellari era stagnante e in calo d'interesse presso il pubblico. Lucasfilm iniziò quindi a pensare a nuovi modi per mettere a frutto il marchio e per mantenere viva l'attenzione del pubblico in vista della riedizione Special Edition della trilogia originale e dell'annunciata trilogia prequel. Su suggerimento dell'editore di Bantam Books Lou Aronica, nel 1994 Howard Roffman e Lucy Wilson di Lucasfilm iniziarono a concepire un ambizioso progetto multimediale, che avrebbe narrato un'unica storia declinata in diversi media e coinvolto tutte le aziende produttrici di materiale legato alla serie.
Inizialmente pensata per essere ambientata tra Guerre stellari e L'Impero colpisce ancora, lo sviluppatore di videogiochi della LucasArts Jon Knoles suggerì invece di spostare la storia tra L'Impero colpisce ancora e Il ritorno dello Jedi, una finestra temporale che era stata mantenuta fino ad allora off-limit per le opere dell'Universo espanso e che quindi avrebbe garantito maggiore libertà creativa, novità e la possibilità di colmare il vuoto tra le due pellicole. Come tema principale per L'ombra dell'Impero si scelse di esaminare per la prima volta il crimine organizzato, incentrandosi sulla figura di un nuovo cattivo Xizor.
In assenza di un film, l'opera centrale del progetto sarebbe stato un romanzo, per il quale Tom Dupree di Bantam Books raccomandò Steve Perry. Nel novembre 1994 fu indetta una riunione allo Skywalker Ranch per presentare il progetto e discutere idee, proposte e richieste da parte dei vari dipartimenti coinvolti; poi Perry fu incaricato di far confluire questi diversi input in una bozza di lavoro. In un mese l'autore scrisse un dettagliato elaborato di 50 pagine, che venne approvato e inviato a tutti i licenziatari affinché anche loro potessero iniziare a lavorare in modo coordinato alle loro parti. Il romanzo venne poi completato in tre mesi e consegnato a marzo 1995.

## Trama
Su Coruscant il principe falleen Xizor, uno degli individui più potenti e ricchi della galassia, intercetta una comunicazione tra Palpatine e Dart Fener scoprendo che i due intendono dare la caccia al figlio di Fener Luke Skywalker per convertirlo al lato oscuro della Forza. Poiché Fener è responsabile della morte di migliaia di falleen per via di un bombardamento planetario avvenuto molti anni prima e in cui è morta perfino la sua famiglia, Xizor intende vendicarsi, uccidendo Luke per screditare Dart Fener agli occhi dell'Imperatore e prendendo infine il suo posto come braccio destro dello stesso Palpatine. Per fare ciò tesse una rete di complesse macchinazioni, che prevedono l'eliminazione dei propri rivali in modo tale da ingraziarsi l'Impero Galattico. Nell'Orlo Esterno, infatti, esistono molte piccole corporazioni che hanno rifiutato di appoggiare sia la Xizor Trasporti Interstellari che il Sole Nero, una potente organizzazione criminale anch'essa presieduta dal principe falleen, e che sostengono in segreto l'Alleanza Ribelle. Informando Dart Fener di questi fatti, Xizor fa in modo che Palpatine lo impegni di volta in volta in diverse missioni lontano dalla capitale, consentendo a lui di avvicinarsi progressivamente al signore oscuro dei Sith.
Nel frattempo su Tatooine Luke Skywalker, la Principessa Leila e Lando Calrissian sono in cerca di Boba Fett, il cacciatore di taglie che ha preso in consegna Ian Solo ibernato nella carbonite perché lo consegni a Jabba the Hutt. Grazie a una soffiata, essi scoprono che Fett ha dovuto fare rotta su un lontano pianeta per sfuggire a un cacciatore di taglie rivale che intende intascare al posto suo il compenso per Ian, e decidono di partire alla volta del sistema planetario per liberare l'amico. Giunti sul pianeta con un gruppo di piloti ribelli, Luke e Lando vengono però intercettati da una squadriglia di navi imperiali che dà modo a Boba Fett di sfuggire. Di ritorno su Tatooine, alcuni sicari per poco non uccidono Luke, il quale viene salvato dal mercenario Dash Rendar. Con l'aiuto di Rendar, Luke e Lando scoprono che qualcuno dai sistemi centrali dell'Impero ha intenzione di uccidere il Jedi. Leila parte allora alla volta di Coruscant per incontrare i vertici del Sole Nero e ricorrere alla loro estesa rete di spionaggio per scoprire il mandante degli attentati.
Su consiglio di Xizor, Palpatine fa pervenire a Luke una planimetria del progetto della Morte Nera II in modo da rivelare all'Alleanza Ribelle l'ubicazione della super arma e attendere lì in forze i ribelli per massacrarli una volta per tutte. Leila intanto viene presa in ostaggio dai membri del Sole Nero e condotta alla presenza di Xizor, che tenta di sedurla coi suoi potenti feromoni. Dopo essere scampato a dei cacciatori di taglie, Luke si riunisce a Lando su Coruscant. I due si intrufolano nel palazzo di Xizor e, approfittando della sorpresa, liberano Leila e distruggono l'edificio. Rifugiatosi sul suo molo orbitale, Xizor viene attaccato da Dart Fener, che ha ormai scoperto le sue intenzioni, e quando questi si rifiuta di arrendersi, il Sith lo uccide bombardando il molo orbitale con i suoi star destroyer. Tornati al loro quartier generale, i ribelli scoprono come decodificare le planimetrie rubate, svelando i misteri della Morte Nera II, mentre Luke, Leila e Lando riprendono la loro missione per salvare Ian, che nel frattempo è stato consegnato da Boba Fett a Jabba the Hutt su Tatooine.

## Media

### Romanzo
Il romanzo L'ombra dell'Impero di Steve Perry è l'opera centrale del progetto multimediale. L'opera è stata pubblicata nel maggio 1996 da Bantam Books. L'edizione italiana è uscita invece nel marzo 1997 per conto di Sperling & Kupfer con la traduzione di Anna Feruglio Dal Dan.

### Fumetti
Il fumetto L'ombra dell'Impero svolge il ruolo di principale medium visivo del progetto. L'opera venne scritta da John Wagner e si concentra sul personaggio di Boba Fett e sulle sue avventure per consegnare Ian Solo a Jabba the Hutt, che erano state in parte solo accennate nel romanzo. Fett deve infatti fare i conti con i cacciatori di taglie rivali Bossk, Zuckuss, IG-88 e 4-LOM, che vorrebbero soffiargli la preda, e con Jix, un agente imperiale agli ordini di Dart Fener. Kilian Plunkett si occupò delle illustrazioni e del character design dei personaggi, alcuni dei quali erano prestabiliti mentre per i rimanenti godette di piena libertà artistica. Inizialmente Plunkett si sarebbe dovuto occupare anche dei colori, ma dopo soli due numeri era già indietro col lavoro e venne quindi ingaggiato P. Craig Russell come inchiostratore, per permettere a Plunkett di concentrarsi solo sui disegni e recuperare il tempo perduto in modo da non ritardare l'uscita dei numeri. La miniserie a fumetti di sei numeri fu infine pubblicata da Dark Horse Comics dal 1º maggio al 1º ottobre 1996 a cadenza mensile. Il 2 aprile 1997 il fumetto venne ripubblicato come albo unico.
Dark Horse produsse anche un sequel intitolato L'ombra dell'Impero: Evoluzione. L'opera venne illustrata da Ron Randall e scritta dallo stesso autore del romanzo Steve Perry, che intendeva dare un seguito al personaggio di Guri, la sexy droide replicante assistente di Xizor che era stata data per morta nel romanzo. La miniserie di cinque numeri uscì a cadenza mensile dall'11 febbraio al 17 giugno 1998 e in volume unico il 2 febbraio 2000.
Magic Press pubblicò le edizioni italiane dei due fumetti in due volumi usciti rispettivamente nel gennaio 1997 e nell'aprile 2000. Le due serie sono state rieditate da Panini Comics sempre in due volumi il 6 aprile e il 31 agosto 2016 all'interno della collana Star Wars Legends.

### Videogioco
Il videogioco permette di vestire i panni di Dash Rendar in svariate missioni per conto dell'Alleanza Ribelle e in soccorso di Luke, Leila e Ian. Venne sviluppato da LucasArts e distribuito a partire da dicembre 1996, risultando uno dei primi videogiochi a essere pubblicati per la console Nintendo 64. Una versione per Microsoft Windows venne messa in commercio nel settembre 1997.

### Colonna sonora
La colonna sonora de L'ombra dell'Impero venne composta da Joel McNeely ed eseguita dalla Royal Scottish National Orchestra e dal relativo coro. La registrazione e il missaggio avvennero a Glasgow mentre il mastering fu eseguito agli Abbey Road Studios di Londra. Il lavoro di McNeely è in larga parte originale, riprendendo solo alcuni accenni al Main Theme e a The Imperial March dalla colonna sonora composta da John Williams per i film di Guerre stellari. La colonna sonora venne pubblicata su CD dall'etichetta discografica Varèse Sarabande il 23 aprile 1996, precedendo di una settimana l'uscita del romanzo e risultando pertanto la prima opera del progetto a essere pubblicata. Alcuni estratti della composizione vennero utilizzati anche all'interno del videogioco.
1. Main Theme from Star Wars and Leia's Nightmare – 3:41 (musica: John Williams)
2. The Battle of Gall – 7:59
3. Imperial City – 8:02
4. Beggar's Canyon Chase – 2:56
5. The Southern Underground – 1:48
6. Xizor's Theme – 4:35
7. The Seduction of Princess Leia – 3:38
8. Night Skies – 4:17 (musica: include The Imperial March di John Williams)
9. Into the Sewers – 2:55
10. The Destruction of Xizor's Palace – 10:44

## Accoglienza e impatto culturale
L'ombra dell'Impero ricevette giudizi contrastanti da parte della critica. Da un lato vennero elogiati la figura di Xizor, giudicato un cattivo convincente, carismatico e ben caratterizzato, e la storia avvincente, che aiuta a colmare il divario tra due dei film originali ma che funziona bene anche come capitolo a sé stante. Dall'altro, nonostante gli sforzi di Perry e l'inclusione di alcune linee narrative interessanti, si avvertì un riciclo eccessivo di elementi e situazioni già visti nella trilogia originale, come il personaggio di Dash Rendar che è una copia dell'inutilizzabile, perché al tempo degli avvenimenti ibernato nella grafite, Ian Solo. I detrattori la ritennero un'operazione commerciale che, al fine di compiacere le varie aziende coinvolte e tutti i possibili target di mercato, finisce per essere troppo artefatta e ragionata. Anche la storia sembra relegata a mera componente funzionale e contiene elementi non sempre necessari o non trattati in modo esaustivo in nessuna opera a sé stante, dando a ogni medium del progetto un senso di incompletezza. I vari apporti creativi avrebbero inoltre conferito alla storia un'aura impersonale, più interessata all'azione e ai rimandi tra le varie parti che all'approfondimento psicologico ed emotivo dei protagonisti; ne è un esempio Luke che non sembra in alcun modo scosso dopo la rivelazione avvenuta ne L'Impero colpisce ancora che Dart Fener è suo padre.
Il pubblico e i fan, i quali aspettavano con impazienza una nuova avventura coi personaggi principali della serie e un'opera dai contenuti più adulti, accolsero positivamente l'opera. Il romanzo si rivelò un best seller, il videogioco vendette oltre un milione di copie e il fumetto fu tra i più venduti del 1996. A posteriori L'ombra dell'Impero è considerata una delle storie migliori e più amate dell'Universo espanso, tanto che numerose sono state le voci che negli anni hanno premuto per vederne realizzato un adattamento cinematografico.
Il progetto multimediale fu un successo per la Lucasfilm e funse da banco di prova per un rilancio in grande stile del franchise di Guerre stellari, con la riedizione Special Edition della trilogia originale, pubblicata l'anno seguente, e l'avvio della trilogia prequel, nel 1999. Il pioneristico e ambizioso esperimento crossmediale servì inoltre da modello per altri progetti multimediali successivi, come Star Wars: The Clone Wars e Star Wars - Il potere della Forza, o per le campagne marketing che annualmente accompagnano l'uscita dei film della serie dopo l'avvento della Disney.
Alcuni elementi de L'ombra dell'Impero vennero ripresi in altre opere di Guerre stellari: è il caso di alcuni Easter egg inseriti nei prequel e nei DVD della Special Edition della trilogia originale, o dell'organizzazione criminale Sole Nero, che venne inclusa nella serie animata Star Wars: The Clone Wars.